# Bockstraße 12 (Quedlinburg)

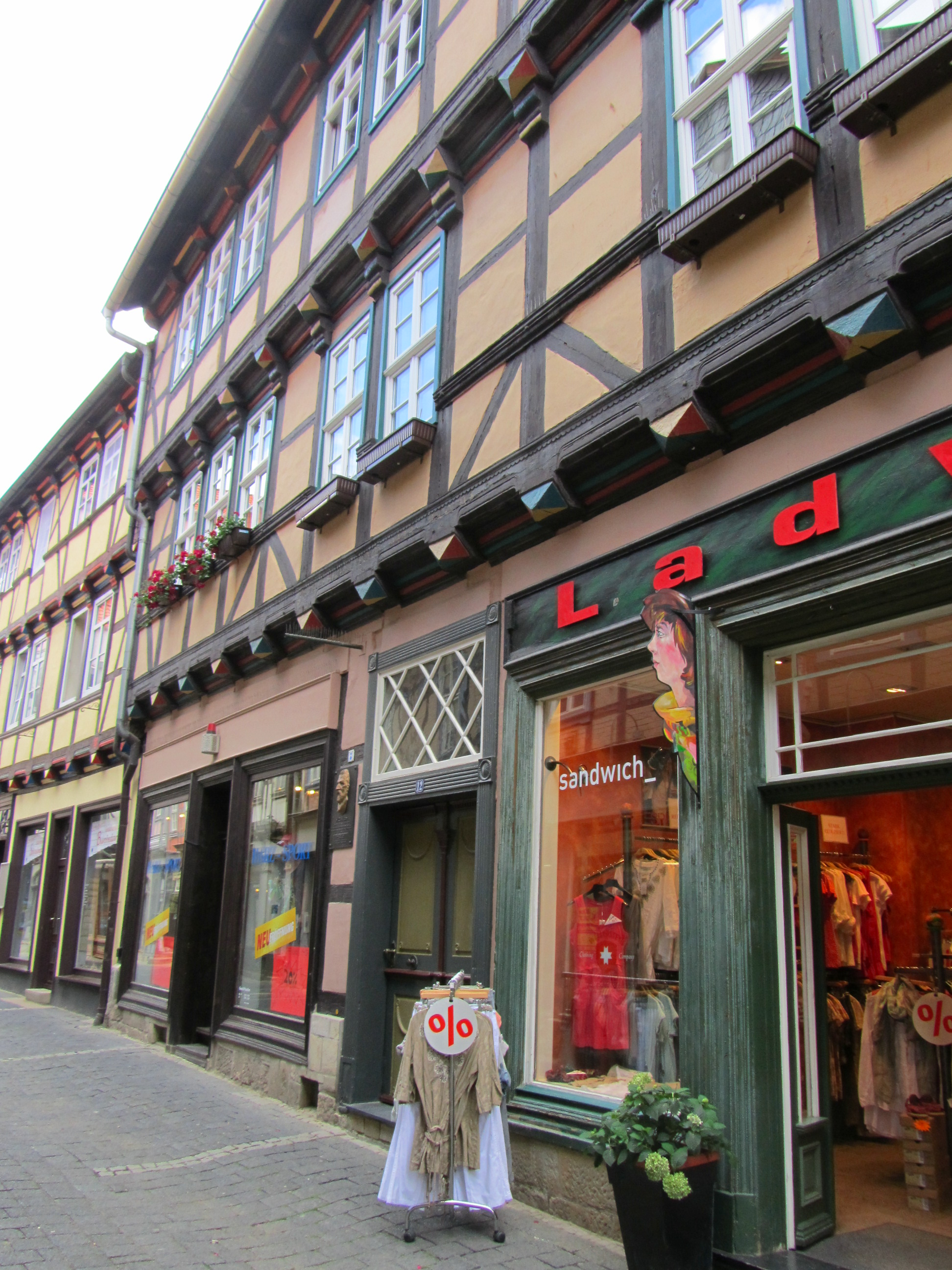
Haus Bockstraße 12

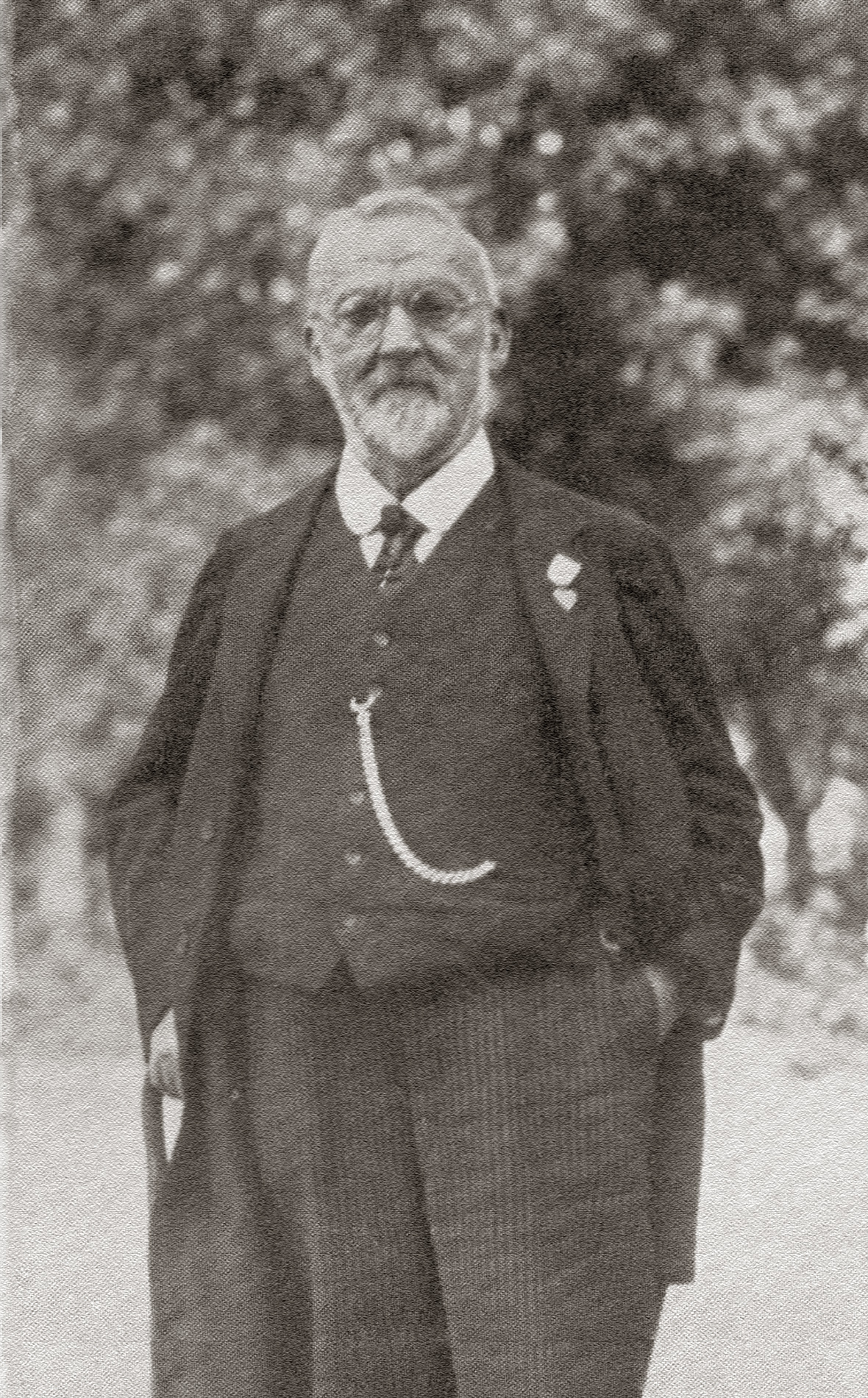
Heinrich Conrad Huch

Das Haus Bockstraße 12 ist ein denkmalgeschütztes Gebäude in der Stadt Quedlinburg in Sachsen-Anhalt.

## Lage
Es befindet sich nordöstlich des Marktplatzes der Stadt und gehört zum UNESCO-Weltkulturerbe und ist im Quedlinburger Denkmalverzeichnis als Kaufmannshof eingetragen. Es stellt eine geschlossene Hofanlage zwischen Bockstraße und Jüdengasse dar.

## Architektur und Geschichte
Das Fachwerkhaus entstand im Jahr 1695. Im Denkmalverzeichnis Quedlinburgs wird es als Kaufmannshof bezeichnet. Die Fachwerkfassade ist im Stil der Bauzeit verziert. So findet sich die Fachwerkfigur des Halben Manns, Füllhölzer, Knaggen und profilierte Brüstungsbohlen. Bemerkenswert ist eine mit Schnitzereien verzierte Tür im Stil des Klassizismus aus der Zeit um 1820. In dieser Zeit wurden auch große Fenster eingefügt.
Dem Anwesen kommt eine besondere stadtgeschichtliche Bedeutung zu, da hier im 19. Jahrhundert Heinrich Conrad Huch, der Begründer des Harzklubs, seine Verlagsbuchhandlung betrieb.
Zur Jüdengasse hin befindet sich ein dreigeschossiger ebenfalls in Fachwerkbauweise errichteter Speicher aus dem 18. Jahrhundert. Im zweiten Obergeschoss des Speichers befand sich die 1824 gegründete, anfangs wohl im Haus Hölle 5 untergebrachte, jüdische Benedikti-Parochialschule. Möglicherweise geht der Name der Jüdengasse auf diesen Umstand zurück.